# Mérens-les-Vals
Mérens-les-Vals é uma comuna francesa na região administrativa de Occitânia, no departamento de Ariège.